# Neues Schloss Bayreuth

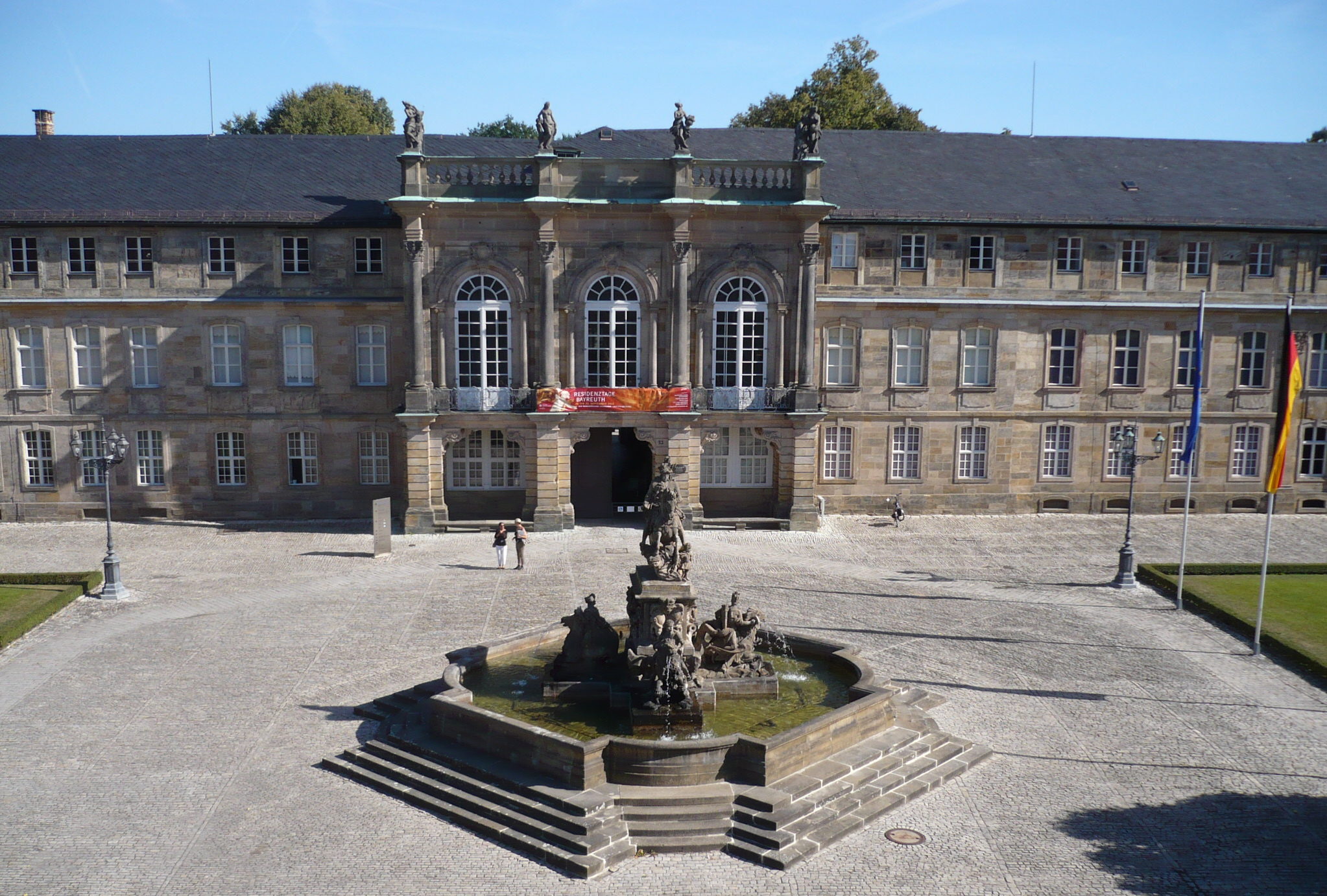
Neues Schloss am ehemaligen Residenzplatz (im Vordergrund der Markgrafenbrunnen), vom Landrätesaal des Präsidialbaus aus gesehen

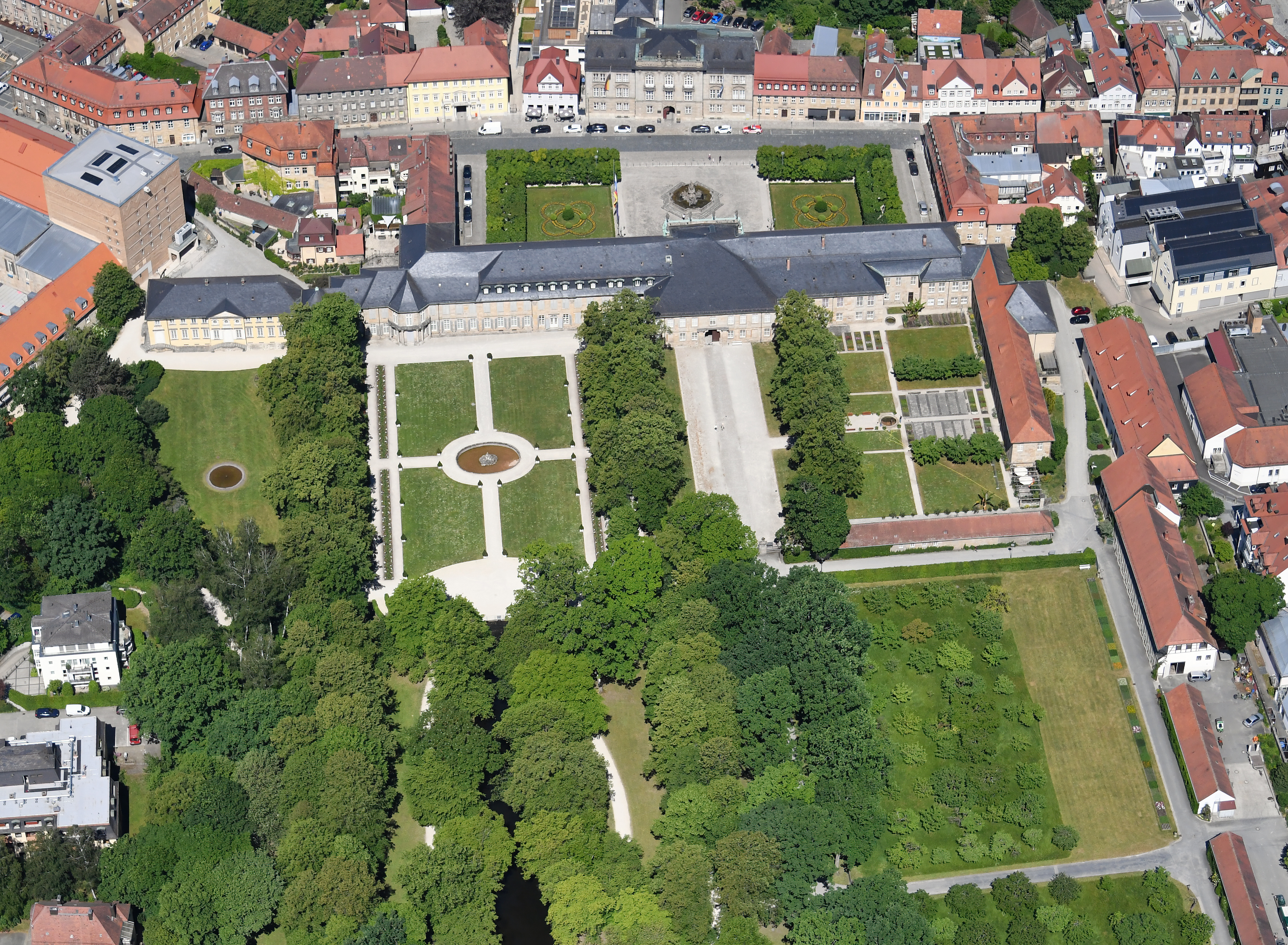
Hofgartenseite des Neuen Schlosses

Das Neue Schloss Bayreuth wurde ab 1753 erbaut, nachdem ein Feuer im Januar 1753 die bisherige Residenz – sie wird heute als Altes Schloss bezeichnet – größtenteils zerstört hatte. 1758 war es im Wesentlichen fertiggestellt. Bayreuth war 1604 anstelle von Kulmbach Residenzstadt des Fürstentums Bayreuth geworden.

## Baugeschichte

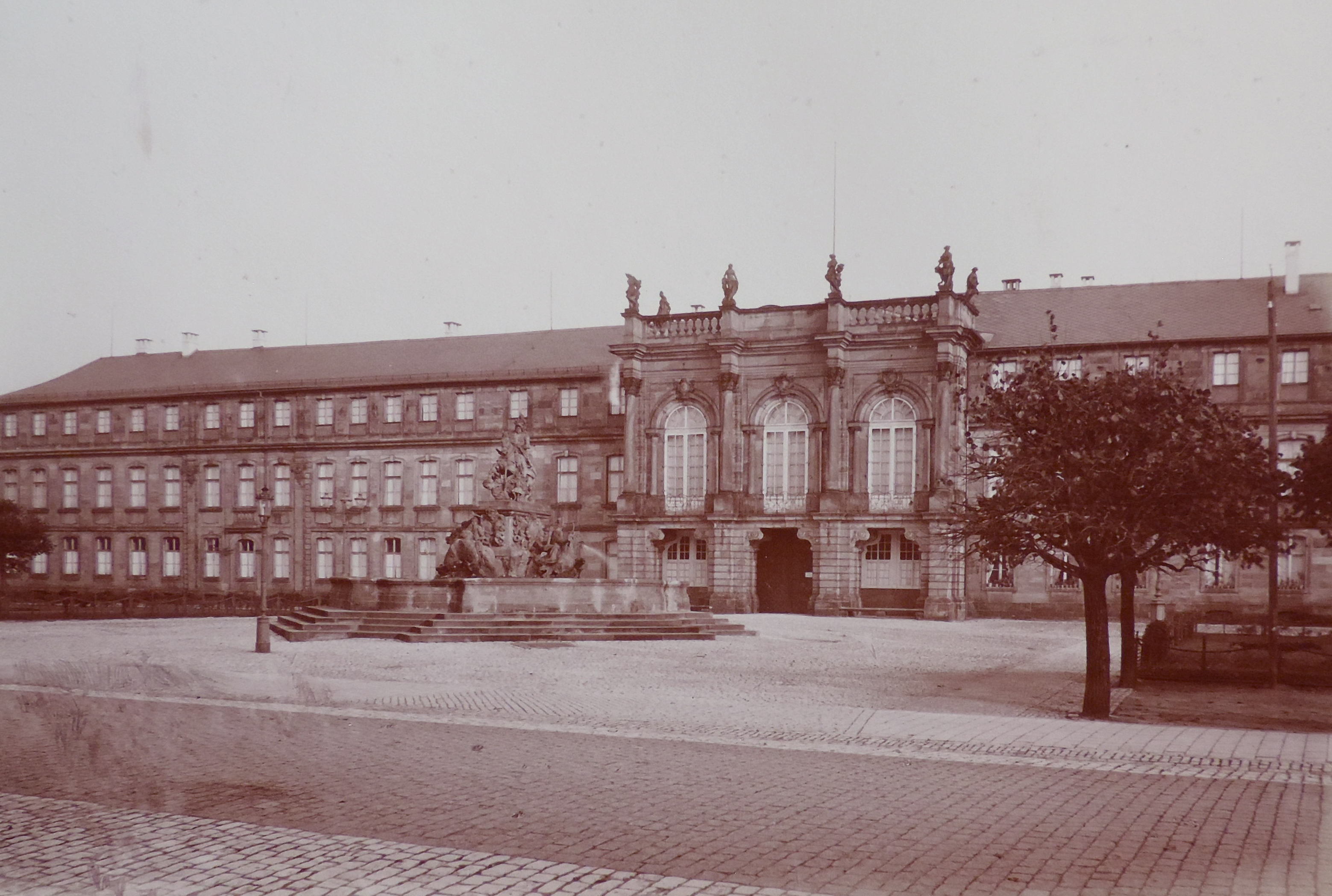
Stadtfassade um 1910

### Hauptgebäude
Das Gebäude entstand während der Herrschaft des Markgrafenpaars Friedrich III. und Wilhelmine von Preußen. Da der Bau des Opernhauses und der des Neuen Schlosses in der Eremitage bereits viel Geld gekostet hatten, sah sich der Hofbaumeister Joseph Saint-Pierre vor die undankbare Aufgabe gestellt, möglichst rasch und zudem mit sparsamsten Mitteln eine neue Residenz zu bauen. Vermutlich gab die Nähe des Hofgartens den Ausschlag für die Wahl des Platzes an der „Rennbahn“, mit dem Nachteil, dass fünf dort bereits bestehende Bauten – darunter das halbfertige Gebäude der reformierten Kirche – in die Planung einbezogen werden mussten.

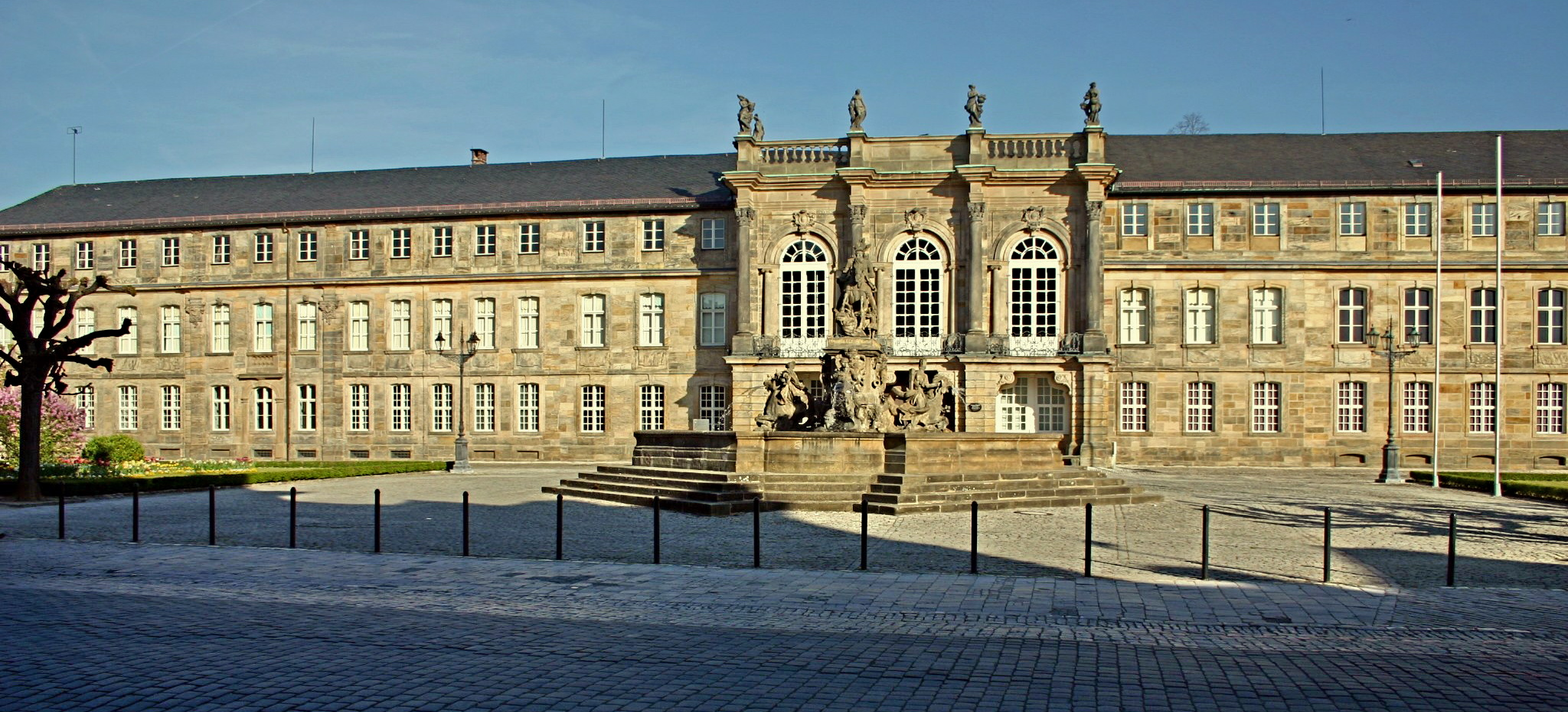
Stadtfassade mit Markgrafenbrunnen

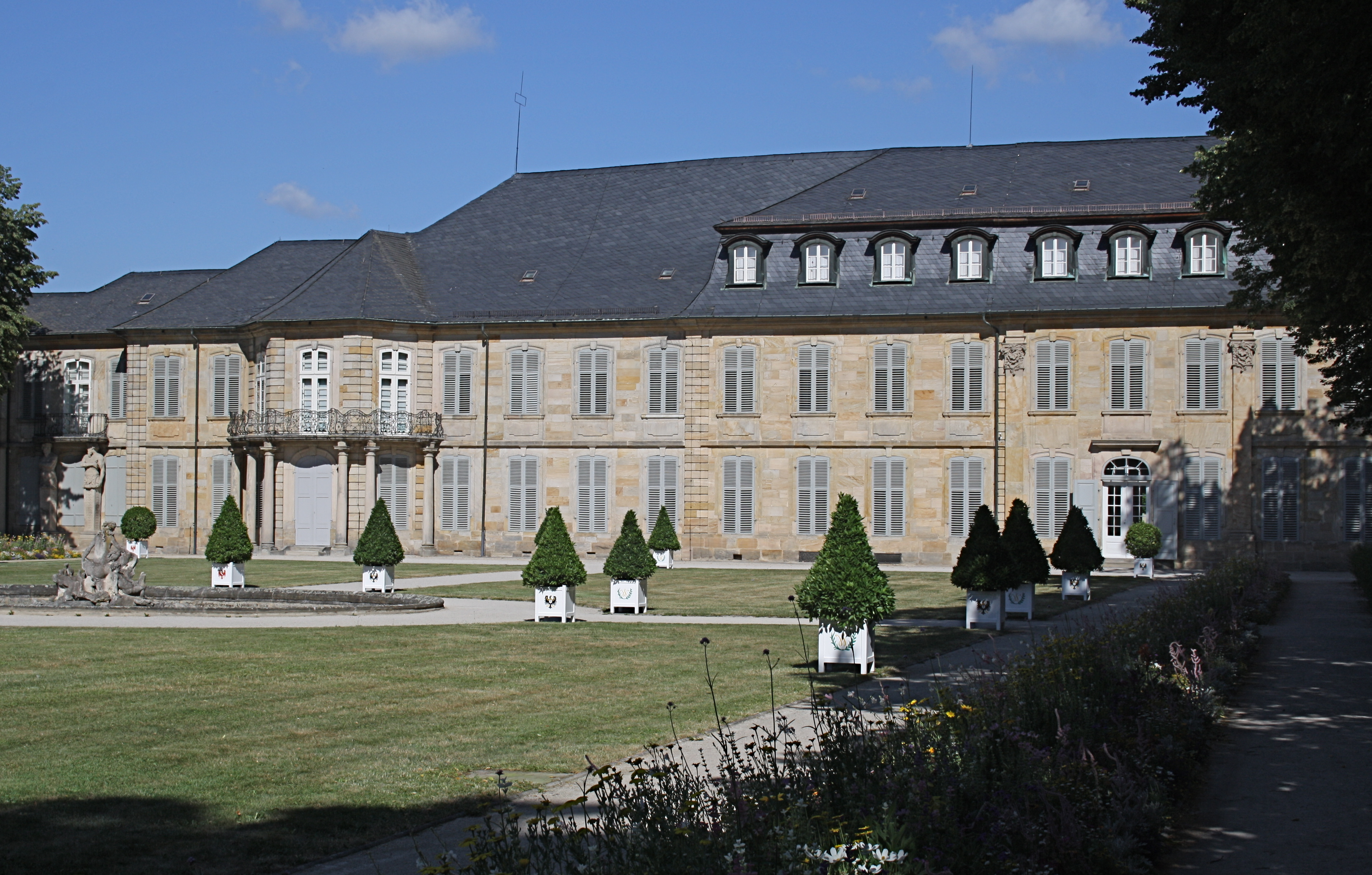
Südflügel des Neuen Schlosses vom Hofgarten aus gesehen, links schließt die von Gontard geschaffene Verbindung zum „Italienischen Bau“ an

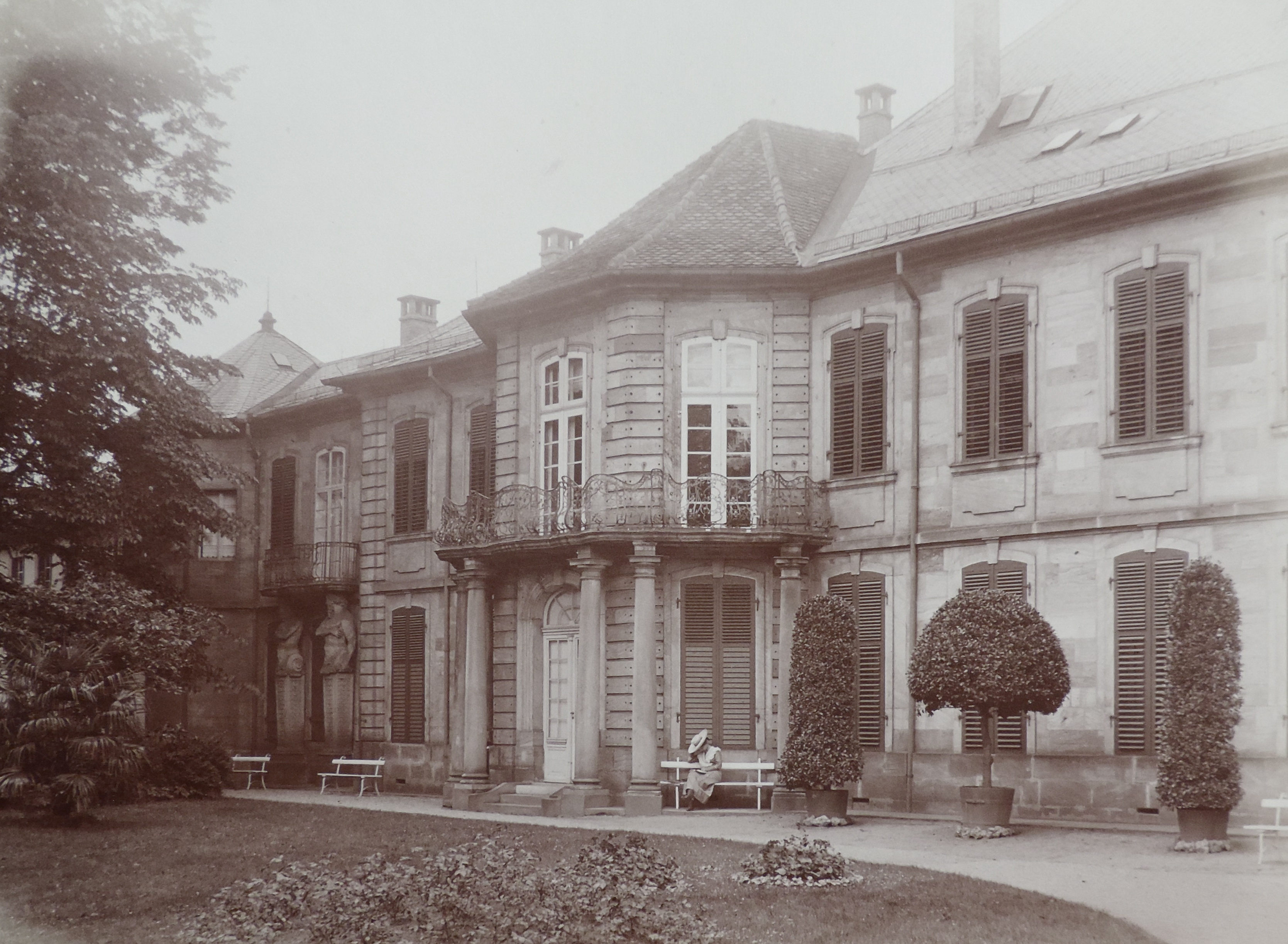
Verbindung des Südflügels mit dem Italienischen Bau, vor 1913

In die Bausubstanz des Schlosses wurden daher mehrere bereits bestehende bzw. in Bau befindliche Gebäude integriert. So ist der Mitteltrakt mit Eingang, Treppenhaus und Festsaal durch Umbau des Rohbaus der reformierten Kirche entstanden. Die daraus resultierenden Merkwürdigkeiten am Gebäude sind vor allem an scheinbar vermauerten Eingängen und der stellenweise verschobenen Dachkonstruktionen (nur vom Park aus sichtbar) zu erkennen. Wilhelmine nahm an der Planung des Neuen Schlosses sehr großen Anteil, was der regen Korrespondenz mit ihrem Bruder Friedrich II. von Preußen zu entnehmen ist. Dieser soll jedoch keine hohe Meinung von dem Gebäude gehabt haben. Wilhelmine starb noch im Jahr der Fertigstellung 1758.
Das Neue Schloss ist neben den anderen Bauwerken des Markgrafenpaares ein Beispiel des so genannten Bayreuther Rokokos. Zwar kann die Größe und Ausstrahlung des Neuen Schlosses beispielsweise mit der Würzburger Residenz nicht mithalten, dennoch zählt es zu den Hauptwerken deutscher Architektur des 18. Jahrhunderts. In der unübersichtlichen Raumgruppierung des Nordflügels fand die kapriziöse Vorliebe Wilhelmines Ausdruck, die strenge höfische Rangordnung der Appartements zu durchbrechen und in eine Flucht inselhafter Gemächer aufzulösen. Sie selbst entwarf unter anderem das Spiegelscherbenkabinett und das Alte Musikzimmer.
Die Räume sind in bemerkenswerter Weise im Originalzustand erhalten, so die Stuckaturen, Wandvertäfelungen, Parketts, Türen etc.; die Ausstattung mit Mobiliar und Gemälden ist teils original, teils nachträglich zusammengestellt. Höhepunkte sind der üppige Festsaal, der mit feinstem Goldstuck und hoheitlicher Pilastergliederung ausgestattet ist und das so genannte Palmenzimmer (möglicherweise ein Versammlungsraum der Freimaurerloge) im Herrenflügel des Schlosses. Im Spiegelscherbenkabinett wurden statt symmetrischer Spiegel unregelmäßig geformte Spiegelstücke an Decke und Wänden aufgebracht. Die Wände der sogenannten Spalierzimmer vermitteln durch erhöhten Stuck den Eindrück von Spaliergerüsten mit sehr naturalistisch dargestellten Pflanzen. Das Musikzimmer enthält Porträts der am Hof wirkenden Schauspieler, Sänger und Instrumentalisten. Von dem heiklen diplomatischen Spagat der fränkischen Hohenzollern in den Kriegen des Preußenkönigs Friedrich II. gegen Maria Theresia und Franz I. Stephan, wobei es dem Markgrafen gelang, die Neutralität zu wahren und Kriegsverwicklungen zu vermeiden, zeugt das Bildprogramm in den Apartments des Markgrafenpaares: Während Wilhelmines Vorzimmer mit den Porträts ihres preußischen Familienkreises ausgestattet ist, hängt im Vorzimmer des Markgrafen ein Bild das Habsburg-Lothringer Kaiserpaars.

### Italienischer Bau

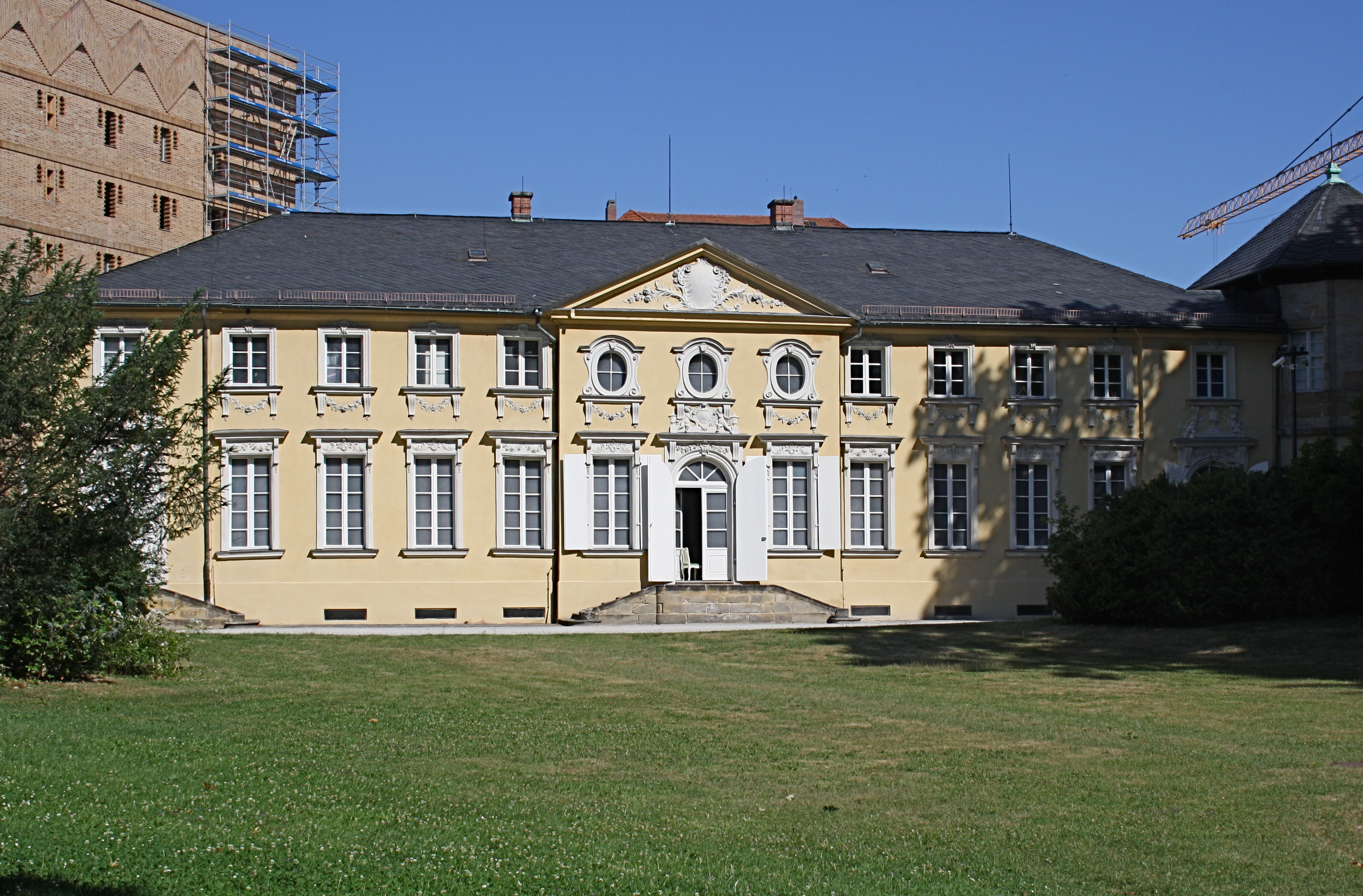
Italienischer Bau, Hofgartenseite

Der „Italienische Bau“ wurde nach 1759 für die zweite Ehefrau des Markgrafen, Sophie Caroline Marie von Braunschweig-Wolfenbüttel, als alleinstehendes Gebäude südlich des Schlosses errichtet und erst später durch einen Verbindungstrakt mit dem Neuen Schloss baulich verbunden. Architekt war Rudolf Heinrich Richter, der anders als Saint-Pierre die Formenpracht des von Giovanni Battista Pedrozzi geschaffenen Innenschmucks auch auf die Außenwände überquellen ließ. Die Vereinigung der beiden grundverschiedenen Baukörper gelang dem jungen Carl von Gontard durch ein dezent vorspringendes Verbindungsglied mit einem Rundbalkon.
Anfang der 1990er Jahre wurden die Fassaden des Italienischen Baus saniert und dessen Hofbereich neu gestaltet.

### Küchenbau

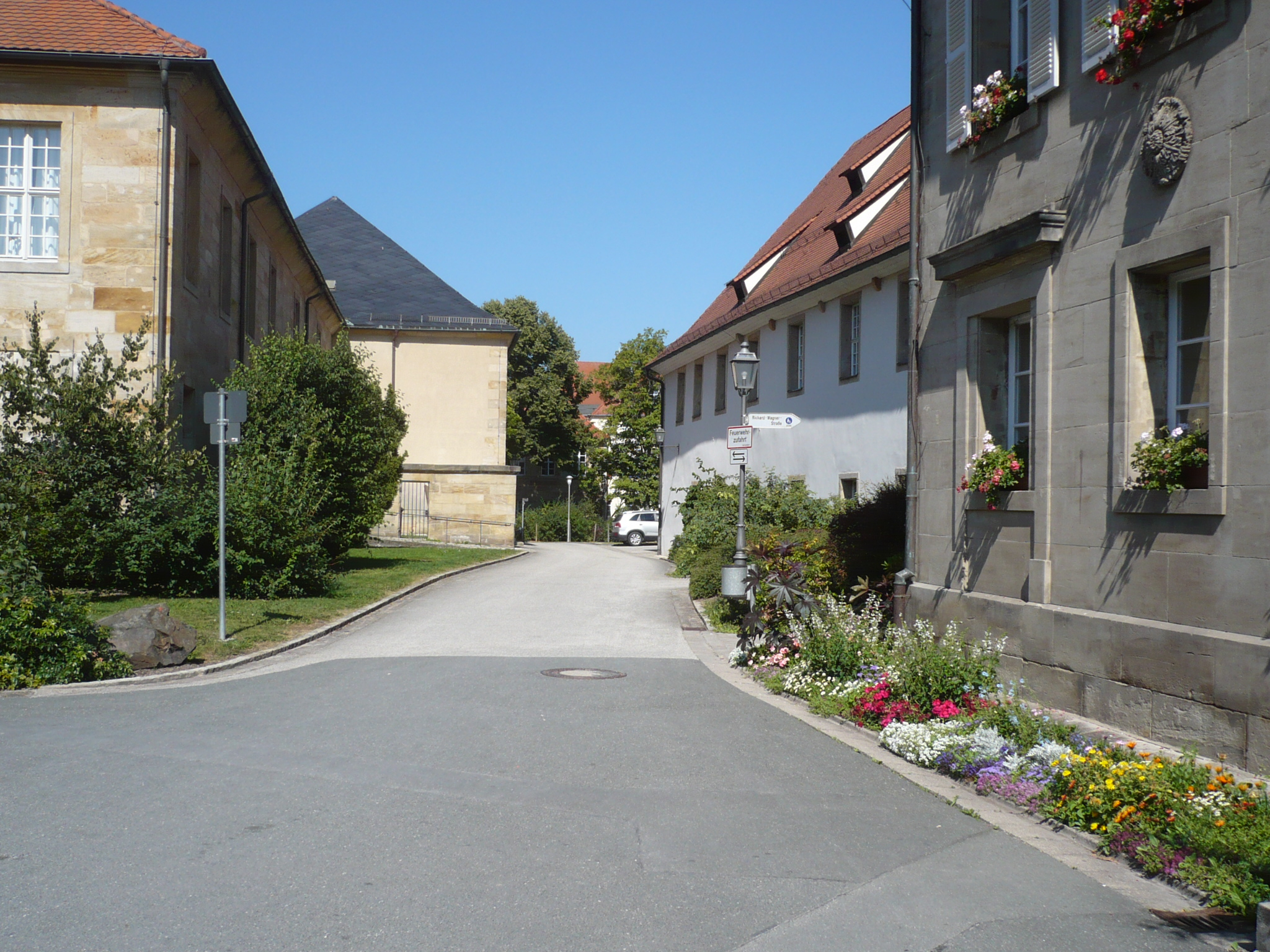
Nordflügel des Hauptgebäudes (links) und Küchenbau (Mitte rechts) beiderseits des Glasenappwegs

Nördlich des Hauptgebäudes liegt jenseits des Glasenappwegs der ehemalige Küchenbau, ein einzeln stehendes zweigeschossiges Haus mit einem Walmdach. Von 1867 bis 1908 war dort die Höhere Töchterschule untergebracht, später die städtische Hilfsschule. Mit ihrer Gründung bezog die Städtische Handelsschule am 1. Oktober 1920 das Gebäude, das ihr die Bayerische Krongutverwaltung überlassen hatte. Obwohl der Ort nur als Provisorium genehmigt war, blieb die Handelsschule bis 1938. Heute führt durch das Gebäude eine Ladenpassage zur Richard-Wagner-Straße.

### Weitere Gebäude

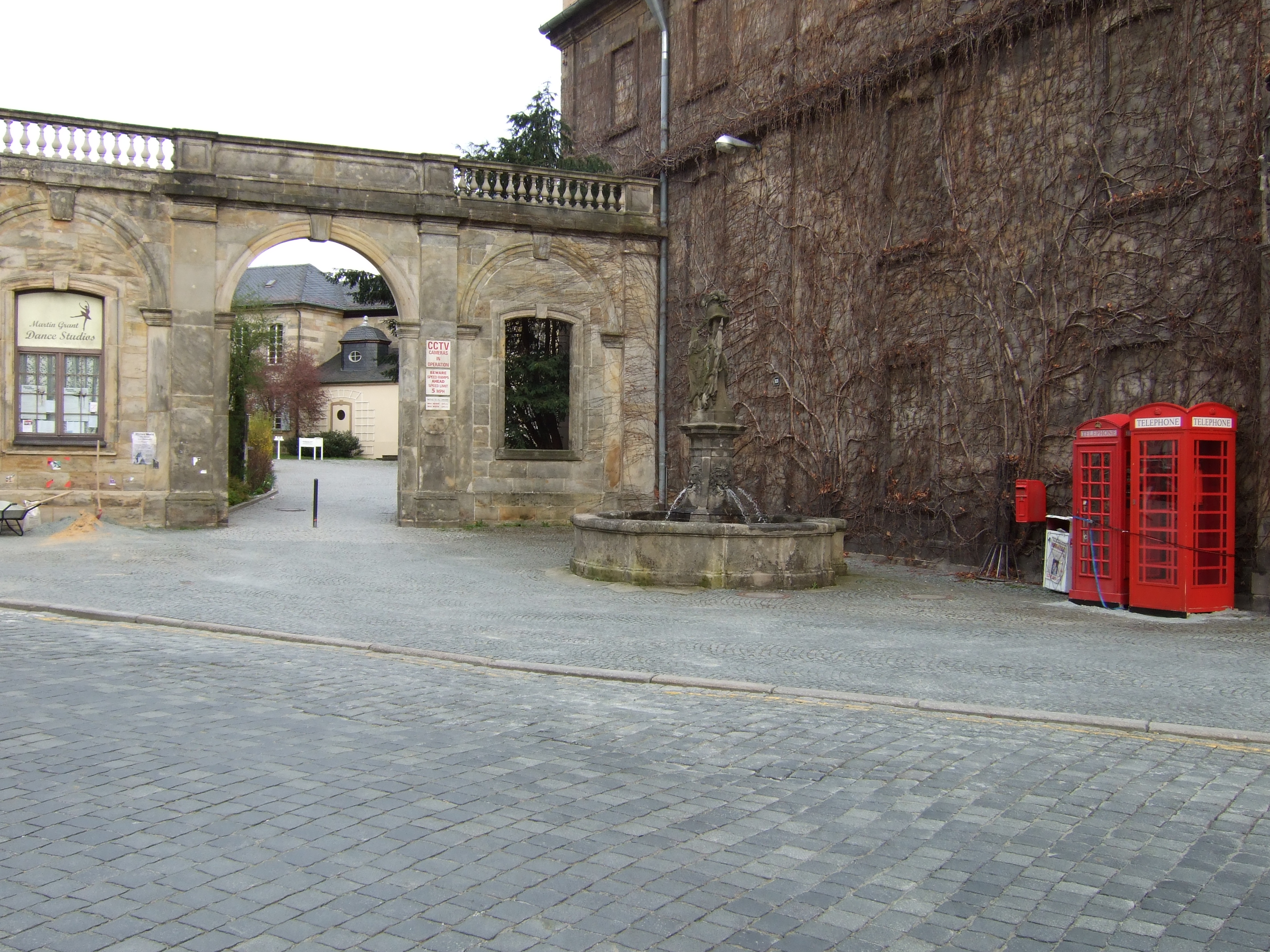
Erhaltene Fassade des Komödienhauses mit Durchgang zum Hofgarten, im Hintergrund der Italienische Bau, rechts die ehem. markgräfliche Reithalle – die Telefonzellen etc. waren Filmrequisiten

Nachdem die Theaterbühne im großen Saal des Alten Schlosses Opfer der Flammen geworden war, wurde zeitgleich mit dem Neuen Schloss das „Komödienhaus“ gebaut. Im Gegensatz zum bereits fertiggestellten Markgräflichen Opernhaus entstand es in unmittelbarer Nähe des Neuen Schlosses am Rand des Hofgartens. Für die Sandsteinfassade wurden Teile der nicht vollendeten reformierten Kirche verwendet, deren Rohbau dem Neuen Schloss weichen musste. Ein hölzerner Verbindungsgang erlaubte den Besuchern, auch bei Regen trockenen Fußes vom Schloss zu den Aufführungen zu gelangen.
Am 24. Januar 1754, dem Geburtstag von Wilhelmines Bruder Friedrich II., wurde das Theater eröffnet. Bereits nach acht Jahren wurde es durch ein in die markgräfliche Reithalle integriertes kleines Theater ersetzt. Das vermutlich überwiegend in Fachwerkbauweise errichtete Komödienhaus wurde wegen der Brandgefahr wieder abgerissen. Erhalten blieb die steinerne Fassade mit zwei Toren an der Ludwigstraße. Eines der Tore bildet heute einen Zugang zum Hinterhof des „Storchenhauses“, durch das andere gelangt man in den Hofgarten. Beiderseits dieses Tors ist je ein Fenster vorhanden, von denen das östliche seitdem eine leere Öffnung ist.

## Spätere Bewohner und Nutzer
Im Jahr 1792 wurde Friedrich Eugen von Württemberg von Friedrich Wilhelm II. als Generalgouverneur von Ansbach-Bayreuth berufen. Mit seiner Familie und „ziemlich zahlreichem Hofstaat“ zog der spätere Herzog im November jenes Jahres im Neuen Schloss ein. Nachdem er am 6. Mai 1795 vom preußischen König zum Generalfeldmarschall ernannt worden war, verließ er noch im selben Monat die Stadt; seine Ehefrau Friederike Dorothea Sophia, die mittlerweile das Schloss Fantaisie im nahen Donndorf erworben hatte, folgte ihm am 9. Juni.
Im nördlichen Querflügel des Schlosses wurde 1799 Heinrich von Gagern geboren, der 1848 Präsident der ersten deutschen Nationalversammlung in der Frankfurter Paulskirche in Frankfurt wurde. Sein Vater war Geheimer Rat beim Fürsten von Nassau-Weilburg, der von 1796 bis 1800 auf Einladung des preußischen Königs mit seinem Hofstaat in Bayreuth im Asyl lebte.
Auch der spätere bayerische König Maximilian I. Joseph, Kurfürst Maximilian IV. von Pfalz-Zweibrücken, lebte mit Zustimmung des preußischen Königs vom 11. September 1800 bis 12. April 1801 mit seiner Familie im rechten Flügel des Schlosses. Als die Franzosen 1800 München besetzten, ging die königliche Familie ins Exil. Sie kehrte erst nach dem Frieden von Lunéville und dem Abzug der Franzosen aus Bayern nach München zurück.
Das preußische Königspaar Friedrich Wilhelm III. und Luise von Mecklenburg-Strelitz wohnte im Juni 1799 und bei einem weiteren Besuch Bayreuths im Jahr 1805 im Neuen Schloss. Am 29. Juni 1807 fand im Neuen Schloss ein Konzert mit dem 20-jährigen Pianisten Carl Maria von Weber statt.
Napoleon Bonaparte verbrachte im Neuen Schloss die Nacht vom 15. auf den 16. Mai 1812. „Ce maudit château!“ (Dieses verfluchte Schloss!) soll er entsetzt geäußert haben, nachdem ihm dort nachts das Gespenst „Weiße Frau von Himmelkron“ erschienen war. Im Nachlass des Kastellans wurden später entsprechende Utensilien wie Ketten, Rasseln und ein weißes Gewand gefunden. Dieses Ereignis wird von Theodor Fontane im Roman Effi Briest erwähnt, der den Vorfall aber in ein Schloss der Eremitage verlegte. Am 3. August 1813 war Napoleon wieder in der Stadt und nahm im Hofgarten eine große Parade ab; vorsichtshalber verzichtete er aber darauf, in Bayreuth zu übernachten.
Während des Ersten Weltkriegs wurde das Neue Schloss als Lazarett genutzt. Die bayerische Königin Marie Therese besuchte dort im Juli 1915 die Verwundeten.

## Museen und Ausstellungen
- Markgräfliche Prunkräume
- In drei Räumen im Erdgeschoss des Südflügels – sie dienten schon im 18. Jahrhundert als Gemäldegalerie – ist nach umfassender Renovierung seit August 2007 eine Zweiggalerie der Bayerischen Staatsgemäldesammlungen untergebracht. Sie enthält 80 Werke der niederländischen und deutschen Malerei des späten 17. und des 18. Jahrhunderts. Einer der drei Räume ist dem in Antwerpen geborenen Münchner Hofmaler Peter Jakob Horemans gewidmet.
- Archäologisches Museum des Historischen Vereins für Oberfranken in Teilen des Erd- und Obergeschosses des Italienischen Baus
- Sammlung „Galante Miniaturen“ (Sammlung Löer)
- Museum „Das Bayreuth der Wilhelmine“ (kostenloser Eintritt)
- Sammlung Bayreuther Fayencen (kostenloser Eintritt)

Auf eine Initiative Eva Wagner-Pasquiers hin wurde im Juli 1969 im Neuen Schloss eine Ausstellung mit Illustrationen Salvador Dalís zu Richard Wagners Oper Tristan und Isolde eröffnet. „Ich kenne nur drei Genies: Salvador Dalí, Richard Wagner und – das dritte habe ich vergessen“ hatte Dalí einmal gesagt.

## Hofgarten

Plan des Neuen Schlosses und des Hofgartens (19. Jahrhundert)

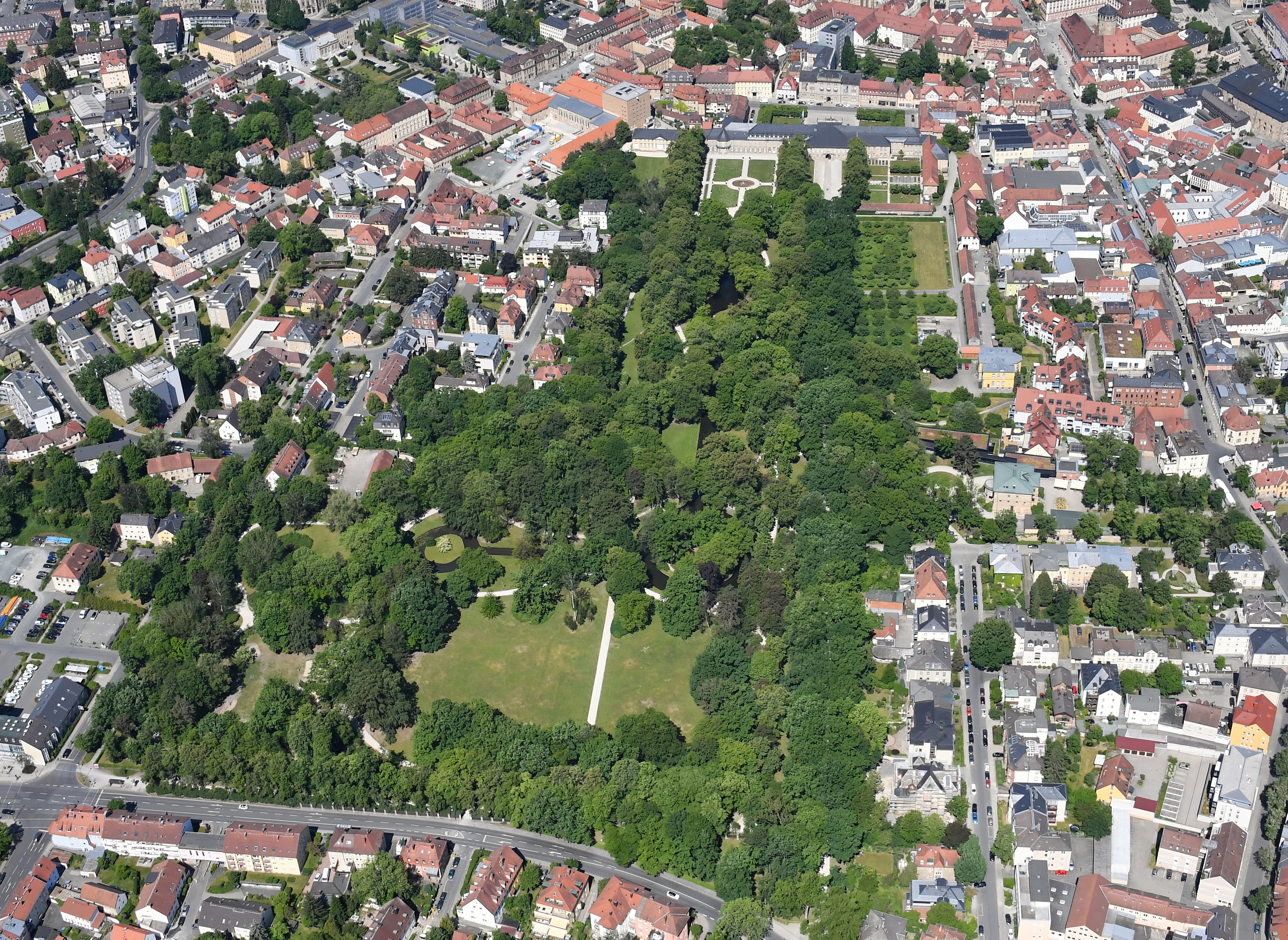
Luftbild des Hofgartens

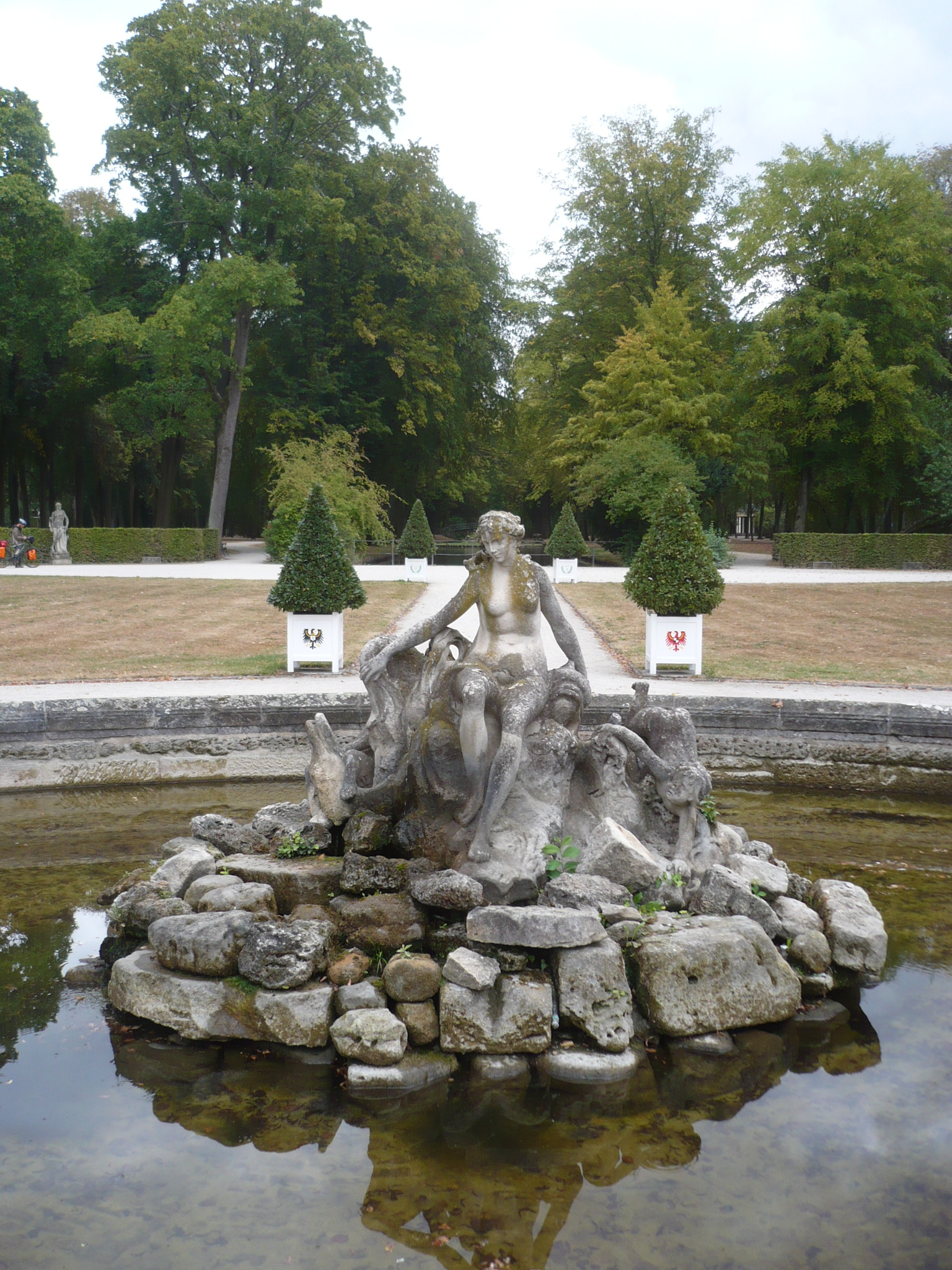
Amphitritebrunnen in der Achse des Zierkanals

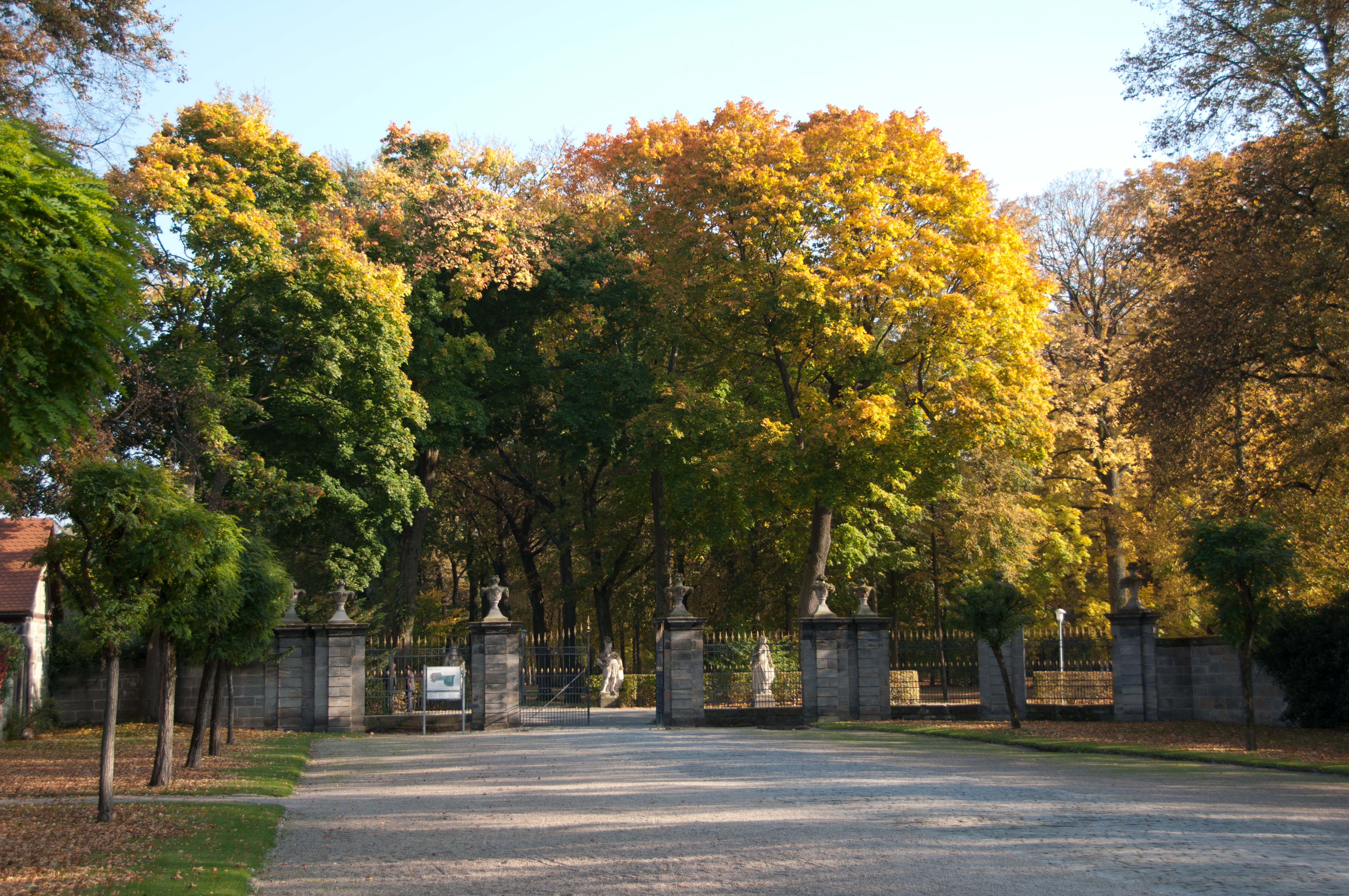
Blick vom Neuen Schloss zur Mailbahn des Hofgartens

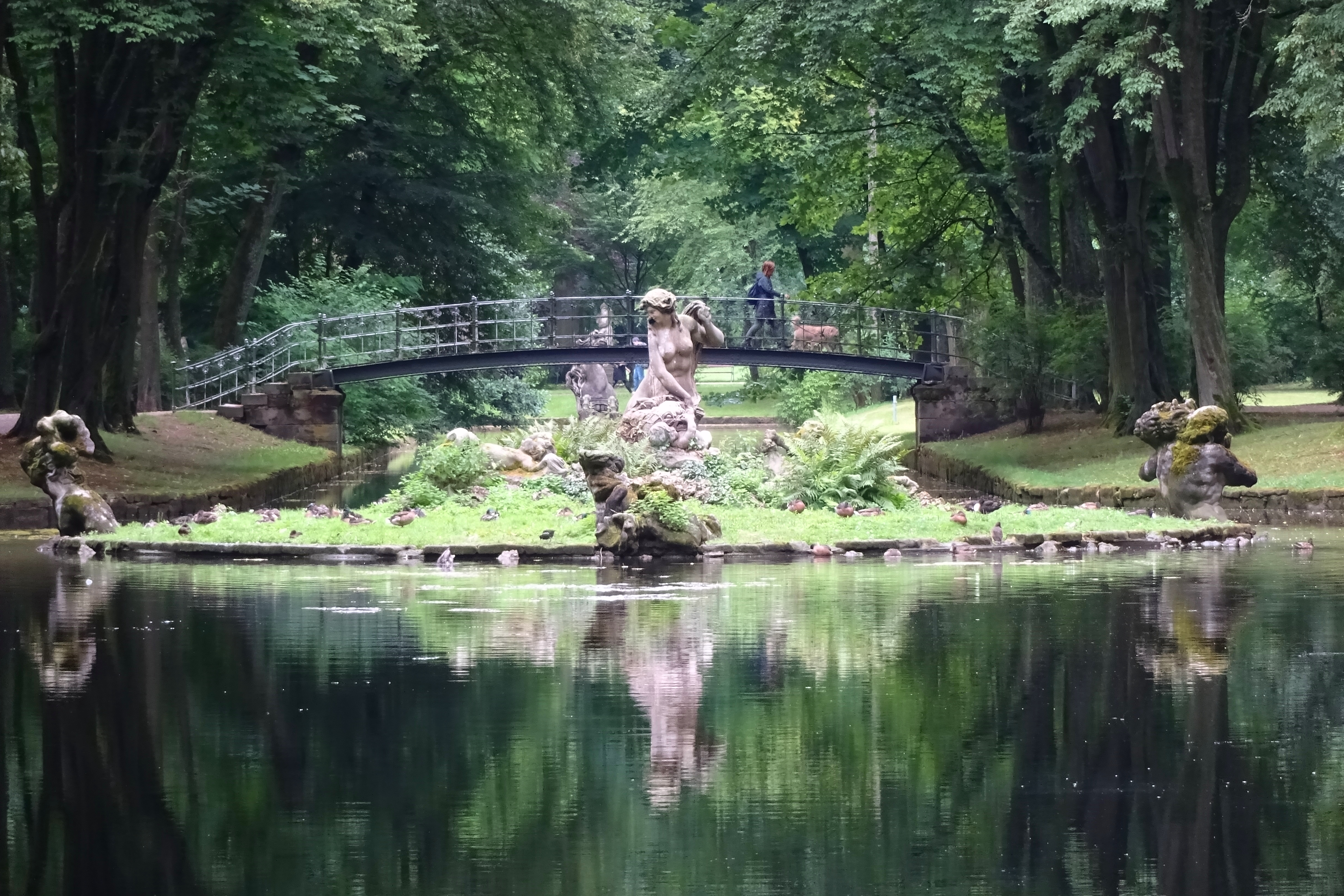
Der vom Tappert gespeiste Zierkanal mit der „Schwaneninsel“, in deren Mitte die Nymphe Thetis

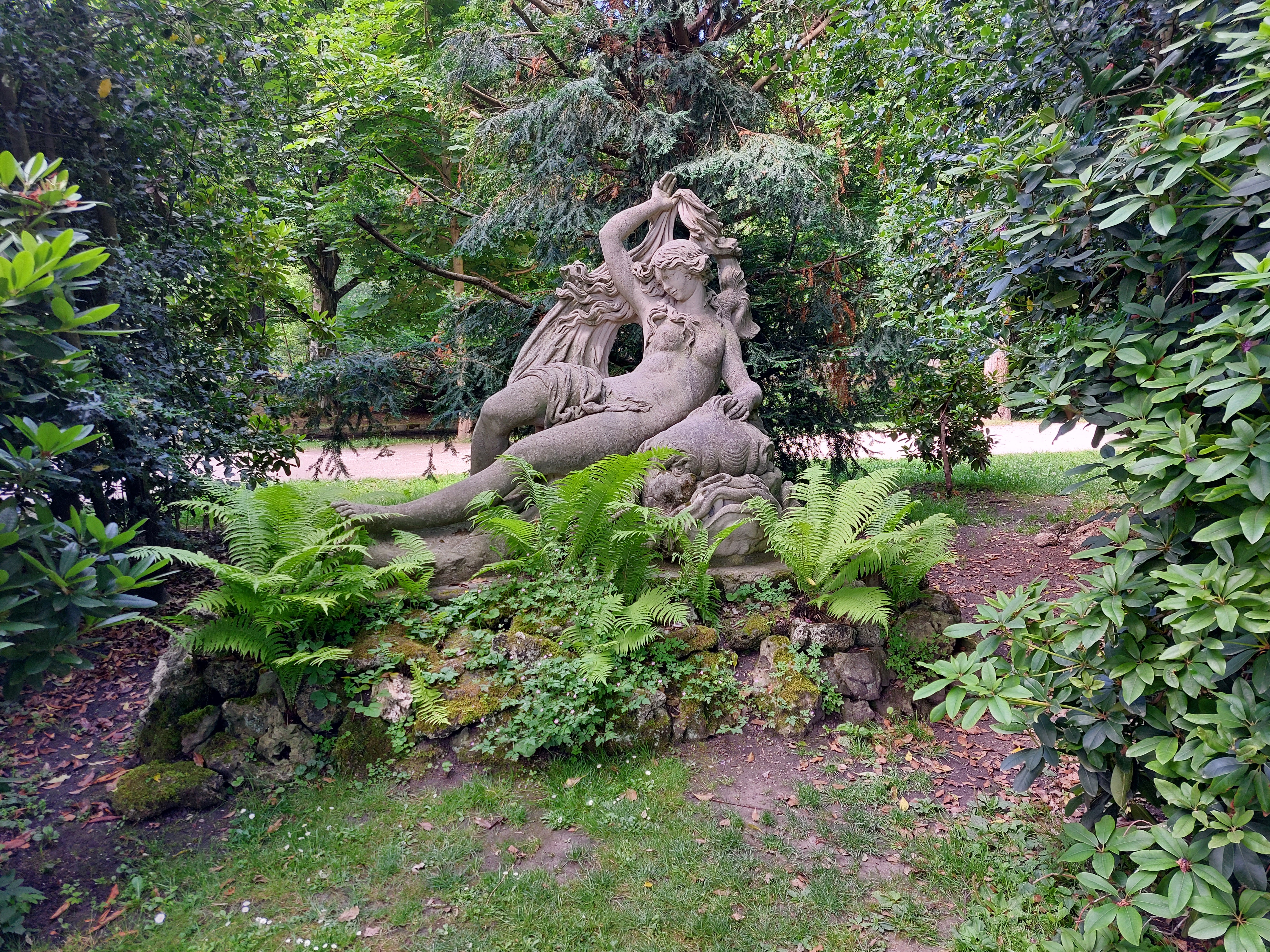
Galateia (Kopie des in der Orangerie untergebrachten Originals)

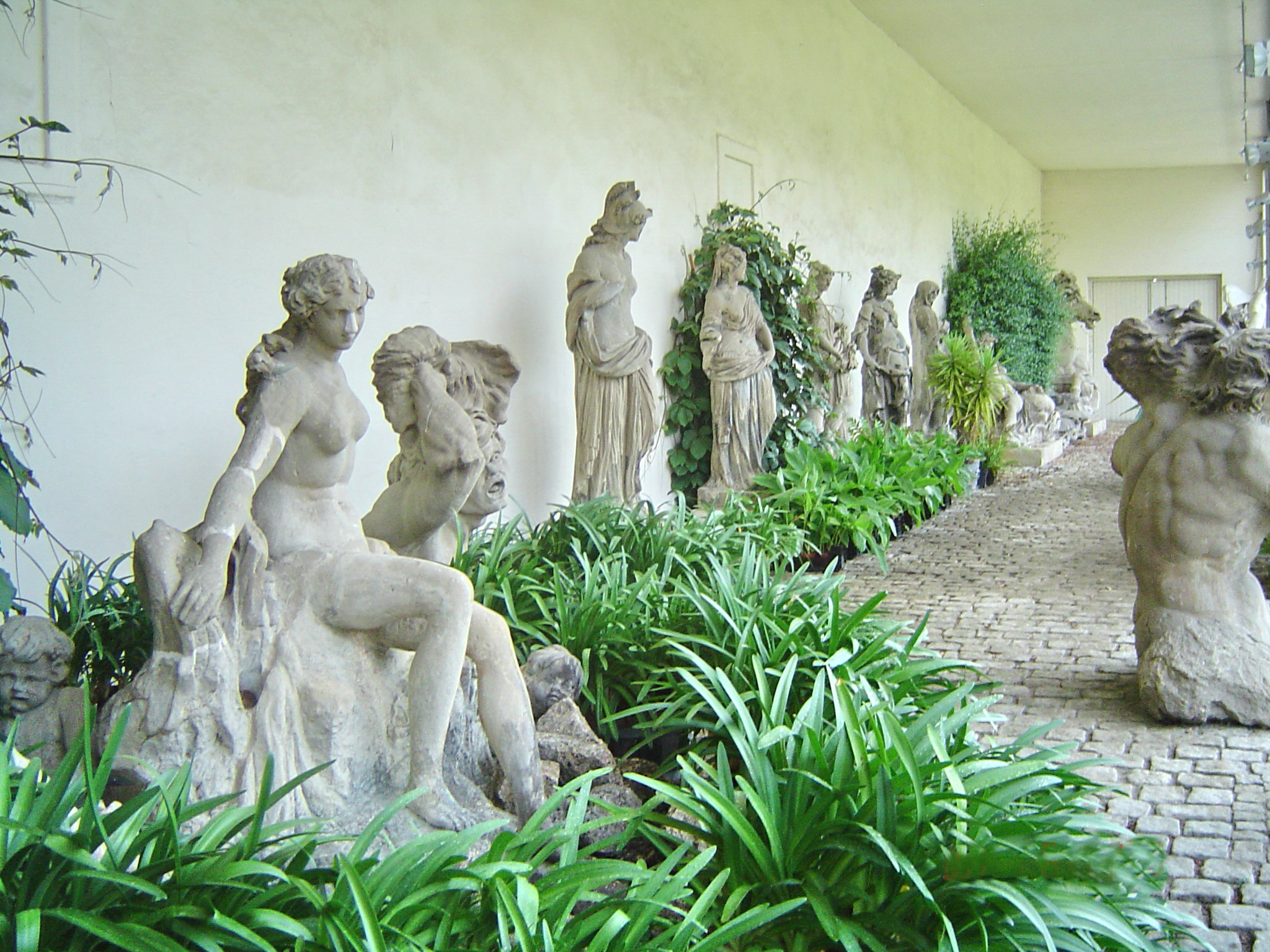
Orangerie mit den Originalen der Skulpturen

Östlich des Neuen Schlosses liegt der Hofgarten. Bereits 1580 befand sich dort ein Nutzgarten, der später in einen Lustgarten umgewandelt wurde.
1679 wurde die sogenannte Mailbahn angelegt, eine gerade, in Ost-West-Richtung verlaufende Eichenallee. Sie bildete die Symmetrieachse des Gartens und begann auf der Westseite mit einem Prunktor, das schon 1744 für den geplanten Bau der reformierten Kirche abgebrochen wurde. Da im Laufe der Jahrhunderte mehrmals Grundstücke nördlich dieser Allee abgetrennt wurden, befindet sich die Mailbahn fast am Nordrand des Parks.
Nach dem Bau des Neuen Schlosses erhielt der Park einen L-förmigen Zierkanal mit zwei Inseln als neue Hauptachse. Die größere der Inseln im Kanalknie war zunächst achteckig angelegt und achsensymmetrisch gestaltet, unter dem Markgrafen Karl Alexander erhielt sie ihre heutige runde Form und einen Zugang über eine Brücke. Die in der Achse des längeren Schenkels gelegene kleinere Insel wird heute als „Schwaneninsel“ bezeichnet; in ihrer Mitte thront die griechische Meeresnymphe Thetis.
Vom Neptunbrunnen ihres Bruders Friedrich II. im Potsdamer Lustgarten inspiriert, hatte Wilhelmine eine entsprechende Figurengruppe bei den Bildhauer-Brüdern Johann David Räntz und Lorenz Wilhelm Räntz für einen Brunnen in Auftrag gegeben. Der neu angelegte Kanal sollte die Figuren, die den Triumphzug des Neptun darstellen sollten, in Szene setzen. Als die Markgräfin im Oktober 1758 starb, waren 31 der 32 Skulpturen fertiggestellt. Ihr Ehemann Friedrich verfolgte das Projekt nicht weiter, ein Teil der Figuren – darunter Neptun – wurde später in den Schlosspark Fantaisie verbracht. Im Hofgarten verblieb vor allem ein Brunnen, in dessen Mitte Neptuns Gattin Amphitrite einsam thront.
Der Zierkanal verläuft von hauptsächlich Südosten nach Nordwesten parallel zur Hauptallee. Der kürzere Abschnitt des L-förmigen Kanals ist ein toter Arm in Richtung Südwesten, der bis in die 1970er Jahre hakenförmig endete. Bei seinem Umbau wurde dort eine dritte Insel angelegt. Sein Wasser erhält er vom Kanalsystem des Tappert und ist nach Auflassung der parallel verlaufenden Zweige mit diesem identisch. Bereits im 19. Jahrhundert erfreute sich das Eislaufen auf dem Hofgartenkanal großer Beliebtheit. Auch Richard Wagner und Franz Liszt waren dort im Winter auf Schlittschuhen unterwegs. Der Kanal ist von zwei schmaleren Alleen flankiert. Zwischen dem Kanal und den Alleen sowie vor dem Italienischen Bau befanden sich Bosketten.
Ende des 18. Jahrhunderts wurde der Park auf Anweisung des Markgrafen Karl Alexander in einen Park nach „Engelländischer Art“ mit freien Pflanzungen umgewandelt. Die barocken Gartenelemente, die einer besonders aufwändigen Pflege bedurften, wurden entfernt, die Wege zum Teil gewunden angelegt. 1795 wurde, Königin Luise zu Ehren, am Südrand mit dem Sonnentempel ein kleiner Rundtempel, ein sogenannter Monopteros, errichtet. Am Abend des 12. Juni jenes Jahres wurde für das Königspaar im Hofgarten ein großes Bürgerfest veranstaltet, bei dem bei freiem Eintritt jedermann willkommen war. 6000 Lampen illuminierten den Park und ein großes Feuerwerk wurde abgebrannt.
Seit 1790 ist der Hofgarten öffentlich zugänglich. Gegenwärtig umfasst der Park rund 13 Hektar. Ein Teil der barocken Gartengestaltung, vor allem um das Schloss, wurde wieder hergestellt. Die Skulpturen im Park sind Kopien, die Originale sind witterungsgeschützt in der Orangerie ausgestellt. 
Nur vom Hofgarten aus erreichbar ist der einzige Anlieger der Mailbahn, das 1902 eröffnete Deutsche Freimaurer-Museum mit der Anschrift Im Hofgarten 1.

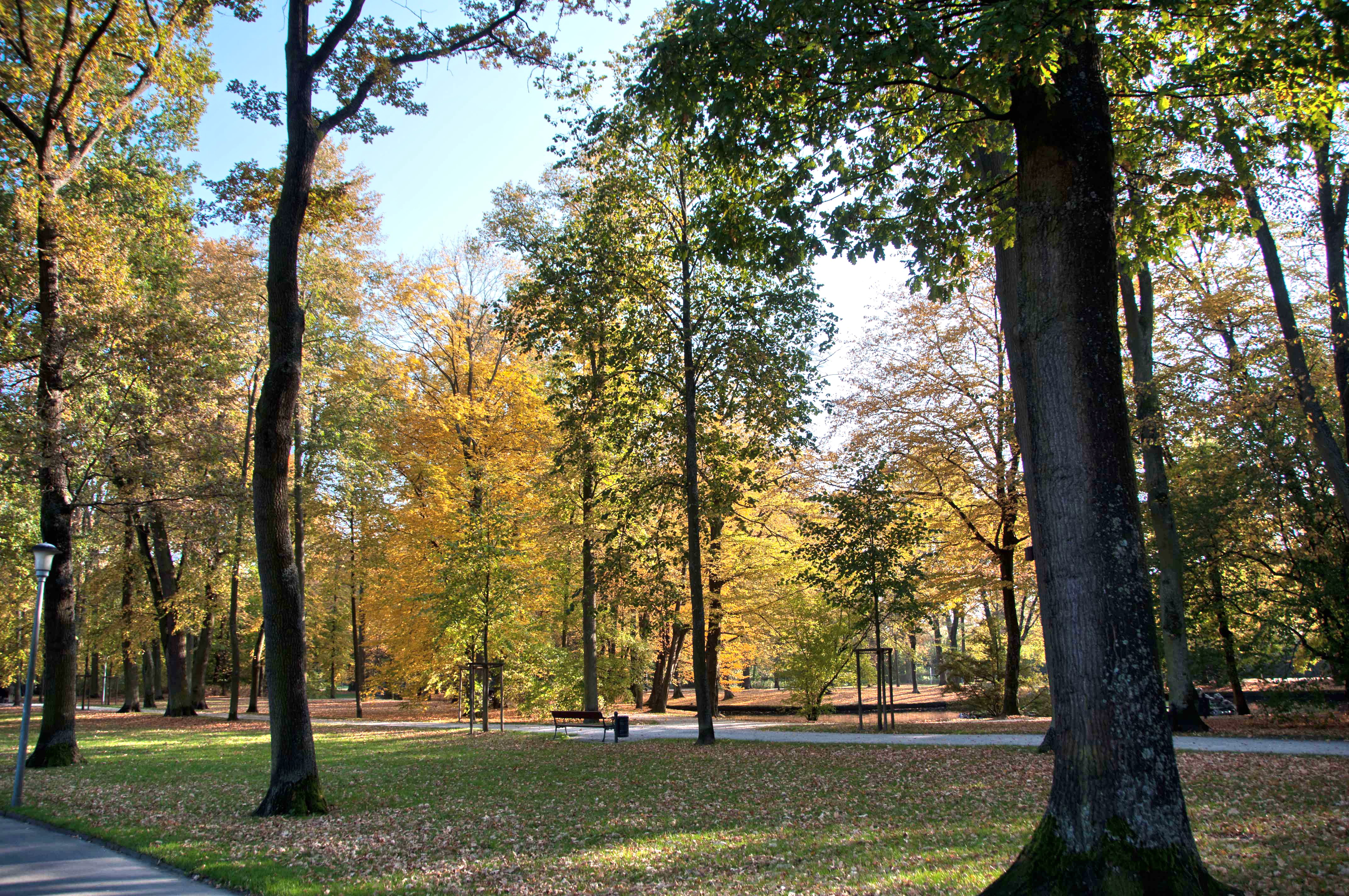
Hofgarten im Herbst
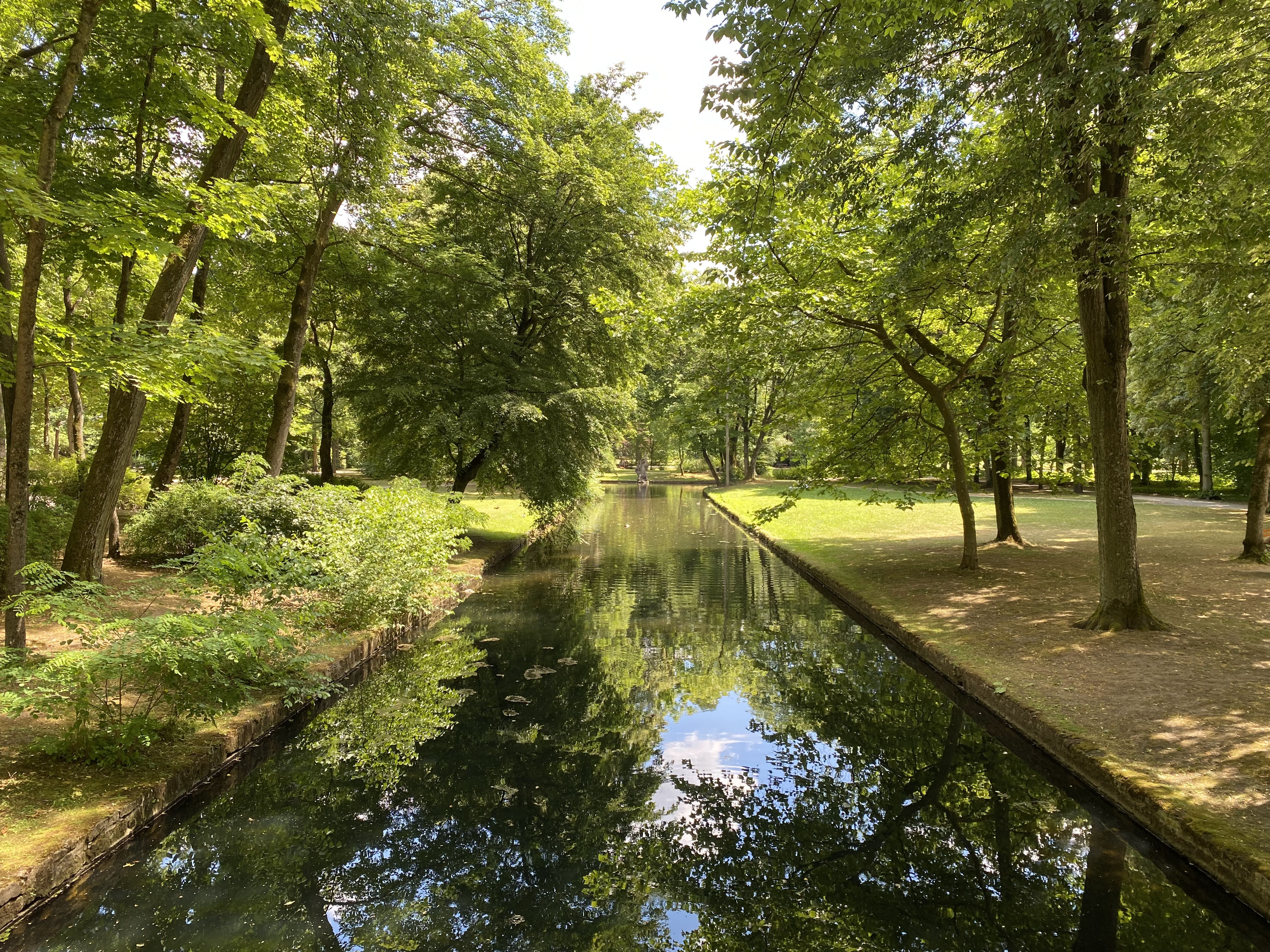
Hauptkanal mit der großen Insel im Hintergrund
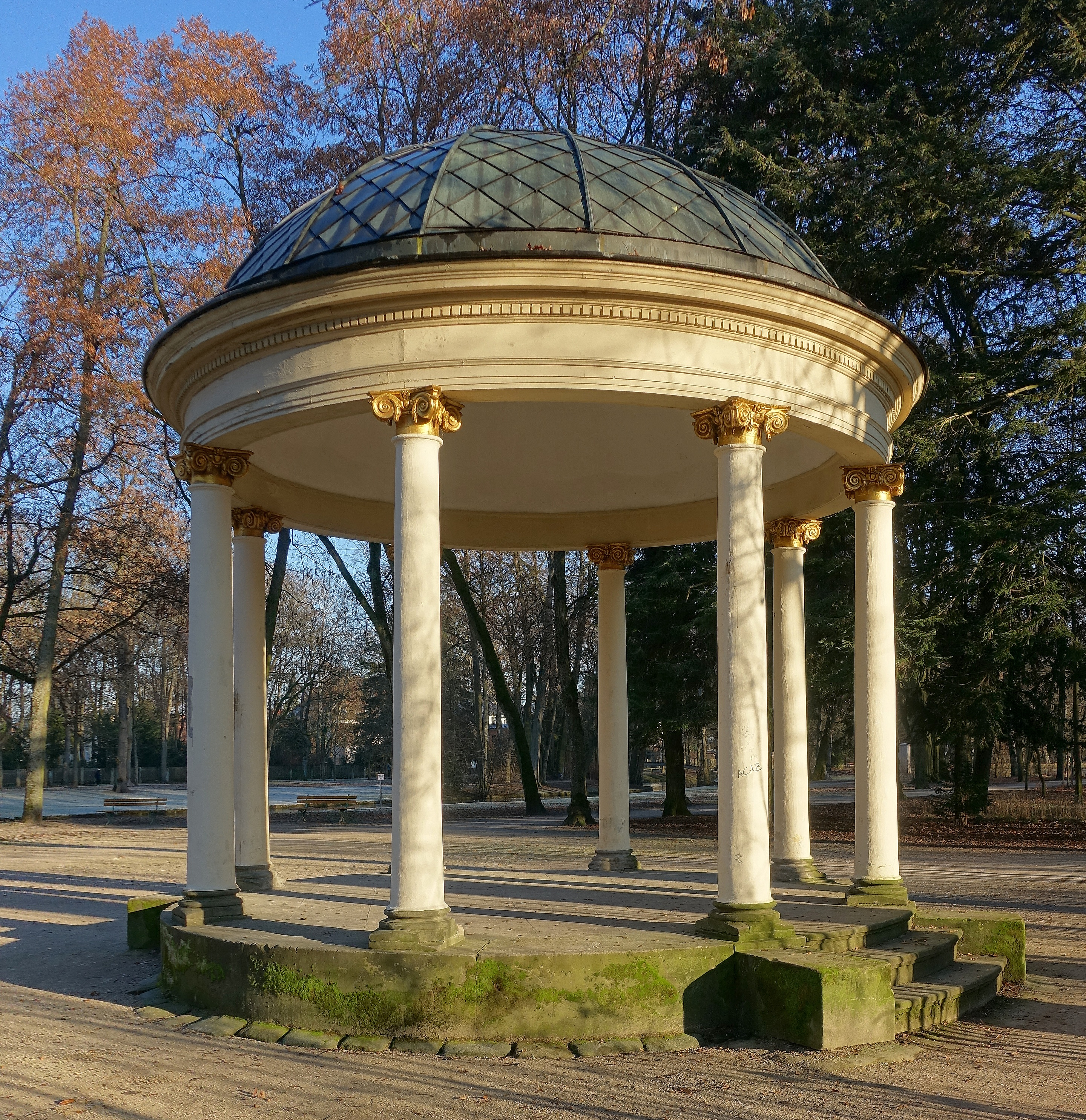
Sonnentempel (Monopteros)
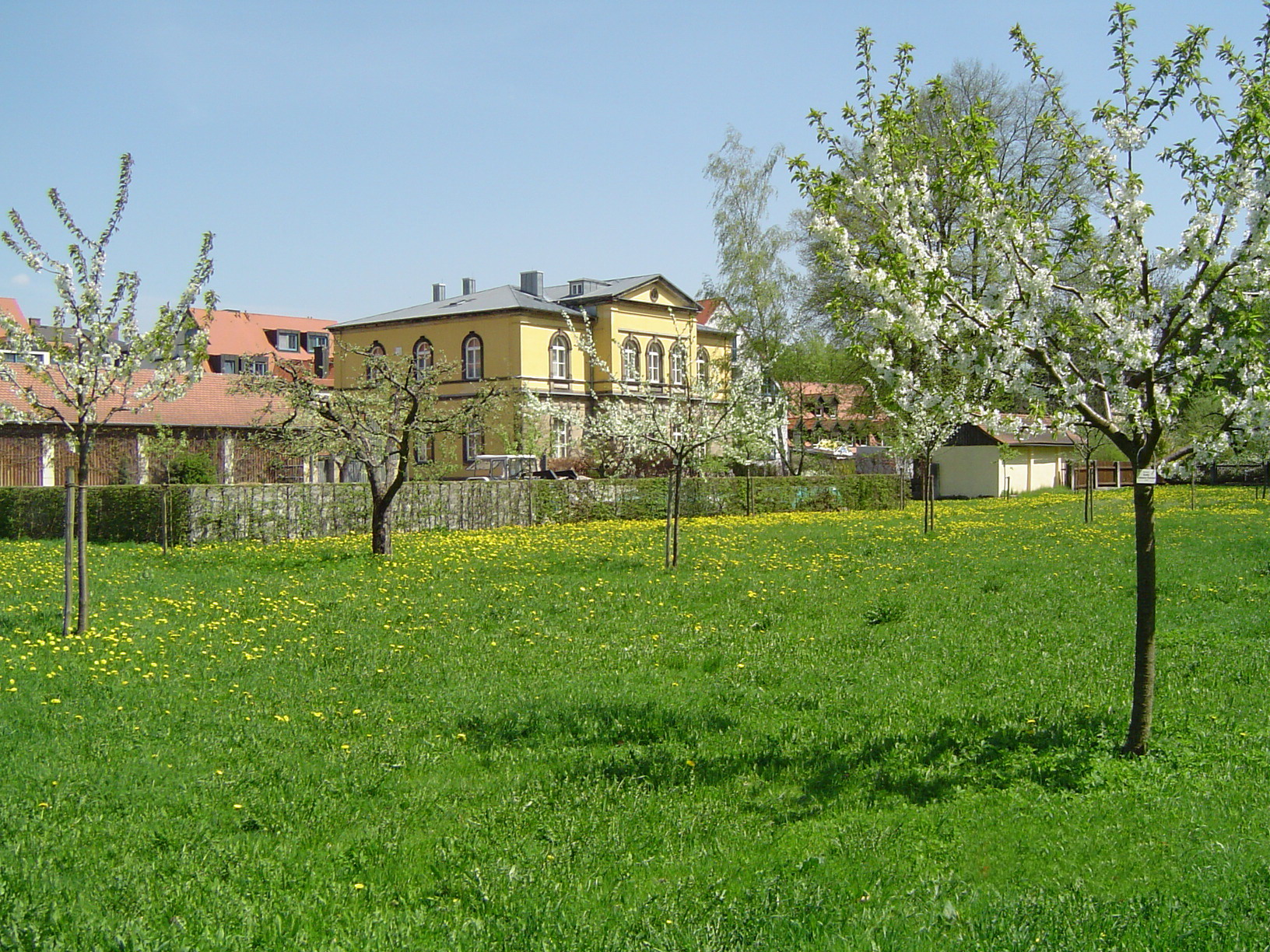
Nutzgarten der Gärtnerei, im Hintergrund das Deutsche Freimaurer-Museum